# Суэйни, Элизабет
Элизабет Суэйни (венг. Swaney Elizabeth; род. 30 июля 1984, Беркли, Калифорния) — венесуэльская и венгерская фристайлистка, специализирующаяся на дисциплине хафпайп. Участница Олимпийских игр.

## Карьера
Родилась в Беркли. Училась в Калифорнийском университете, получила диплом в области политэкономии. Позднее получила степень магистра Гарвардского университета в области дизайна. В это же время занималась лёгкой атлетикой, пробовала себя в скелетоне.
В возрасте 25 лет впервые встала на лыжи, ставя целью попадание на Олимпийские игры. С 2013 года выступала в лыжном хафпайпе под флагом Венесуэлы, но не смогла квалифицироваться на Олимпийские игры 2014.
С 2015 года на международных турнирах представляет Венгрию из-за того, что её бабушка и дедушка выходцы из этой страны. Для квалификации на Олимпиаду в Пхёнчхане Суэйни надо было несколько раз попасть в тридцатку лучших. Для этого она приняла решение выступать на стартах, в которых участвовало меньше 30 участников.
Выполнив таким образом квалификацию Суэйни в 2018 году выступила на Играх в лыжном хафпайпе. Она не выполняла трюков, лишь невысоко выпрыгивая над трубой и выполняя поворот на 180 градусов. В результате с 30 баллами она заняла последнее место, проиграв 15 баллов предпоследней спортсменке, которая падала в обеих своих попытках.
За свою осторожную манеру езды была подвергнута критике, также критиковались правила олимпийского отбора. При этом другие участницы турнира высказали свою поддержку Суэйни.
Венгерский олимпийский комитет в своём заявлении относительно выступления Суэйни заявил, что его представители не видели её выступлений на квалификационных стартах, но приняли решение отправить её на Игры, так как она выполнила необходимый квалификационный норматив.